# Jason Isaacs
Pour les articles homonymes, voir Isaacs.
Jason Isaacs, né le 6 juin 1963 à Liverpool en Angleterre, est un acteur britannique.
Il est connu pour ses interprétations remarquées de méchants au cinéma, en particulier Lucius Malefoy dans la saga Harry Potter, le brutal Colonel Tavington dans The Patriot, le Capitaine Crochet dans Peter Pan ou encore le mafieux irlandais Michael Caffee dans la série américaine Brotherhood. Bien que la majorité de son travail concerne le cinéma et la télévision, il joue également au théâtre.

## Biographie

### Jeunesse et formation
Jason Isaacs est né en 1963 à Liverpool, dans le Merseyside, de parents juifs. Troisième des quatre fils de la famille Isaacs, il passe son enfance étroitement lié à la communauté juive de Liverpudlians, fondée par ses grands-parents originaires de l'Europe de l'Est, et est inscrit dans une école juive ainsi que dans un heder.
Lorsqu'il a 11 ans, sa famille déménage dans le nord-ouest de Londres, et il est alors scolarisé dans l'école pour garçons de Haberdashers' Aske (en) à Elstree, avec le critique de cinéma Mark Kermode (en). Isaacs décrit son enfance comme une « préparation » pour les rôles de méchants qu'il a régulièrement interprétés par la suite. Il ajoute que ses amis et lui ont régulièrement été la cible de membres du Front national britannique,.
À l'instar de ses frères, qui sont devenus respectivement médecin, avocat et comptable, il étudie à l'université de Bristol de 1982 à 1985. Cependant, il est plus attiré par la comédie et devient activement impliqué dans l'école de théâtre de l'université, jouant dans plus de 30 pièces, et il participe chaque été à l'Edinburgh Fringe Festival, d'abord avec la Bristol University, puis avec la National Student Drama Company.
Après Bristol, il entre en 1985 à la Central School of Speech and Drama de Londres, dont il sort diplômé en 1988.
Ses parents ont entre-temps émigré en Israël.

### Carrière
Presque directement après son diplôme, Jason Isaacs apparaît au théâtre et à la télévision. Il fait ses premières armes au cinéma en apparaissant aux côtés de Jeff Goldblum et Emma Thompson dans la comédie romantique The Tall Guy de Mel Smith en 1989, mais reste initialement connu au Royaume-Uni comme un acteur de télévision, en raison de son rôle dans deux saisons de la série télévisée d'ITV Capital City (1989-1990). Il apparaît aussi dans d'autres séries en tant qu'invité, comme Taggart, Inspecteur Morse (Inspector Morse) en 1992.
Il est apparu dans une pub pour la marque Bordeau Chesnel en 1992.
Au théâtre, il interprète en 1993 l'intérimaire gay et juif Louis Ironson dans la pièce de Tony Kushner, gagnant du prix Pulitzer, Angels in America: A Gay Fantasia on National Themes au Royal National Theatre. Pour son audition, il dit aux producteurs : « D'habitude, je joue tous ces mecs et ces voyous, des personnages durs et complexes. Dans la vraie vie, je suis un imbécile juif soumis et névrosé. Est-ce que je ne peux pas jouer cela pour une fois, ? »
En 1994 débute une fructueuse collaboration entre l'acteur et le cinéaste Paul W. S. Anderson, qui le dirige à quatre reprises : Shopping (1994), Event Horizon, le vaisseau de l'au-delà (Event Horizon, 1997), Soldier (1998) et Resident Evil (2002). En 1998, à la suite de Event Horizon, son premier film hollywoodien, il apparaît dans le blockbuster Armageddon de Michael Bay, face à Bruce Willis.

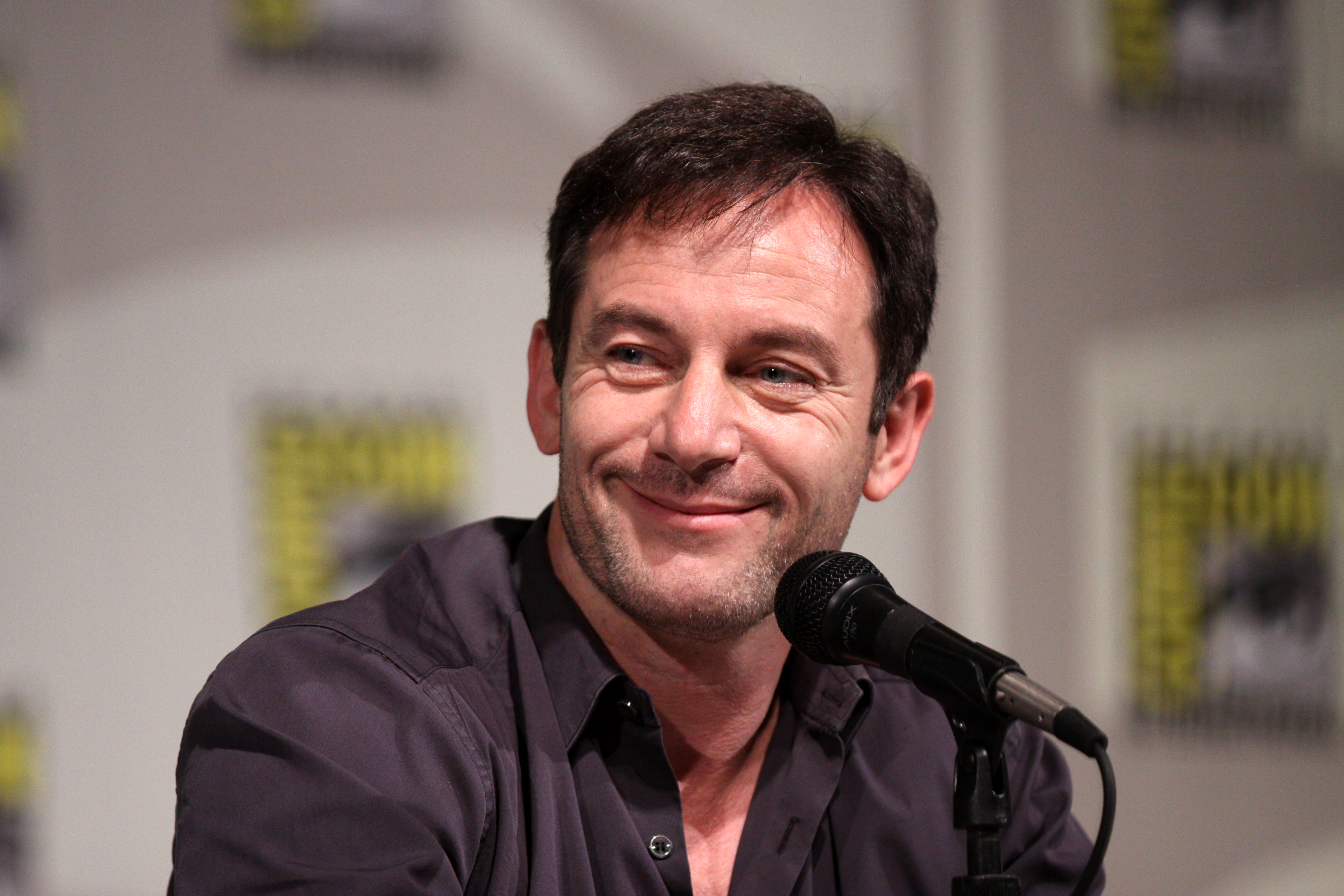
Jason Isaacs au San Diego Comic-Con en 2011.

Après son rôle de prêtre aux côtés de Julianne Moore et Ralph Fiennes dans l'adaptation du roman de Graham Greene, La Fin d'une liaison (The End of the Affair, 1999) par Neil Jordan, Isaacs endosse à nouveau le rôle d'un prêtre charismatique dans la mini-série Le Dernier Parrain 2 (The Last Don 2), adaptée du roman de Mario Puzo.
En 2000, le visage et le regard d'acier de Jason Isaacs deviennent familiers aux yeux du grand public grâce au film The Patriot, dans lequel il campe face à Mel Gibson le colonel William Tavington, personnage inspiré du colonel Banastre Tarleton, à la tête des Gardes dragons (en) pendant la Guerre d'indépendance des États-Unis. Pour ce rôle mémorable d'officier sadique et cruel, il est nommé au London Film Critics Circle pour l'Award de l'acteur de l'année dans un second rôle, et a été comparé par certains critiques au rôle de l'officier nazi Amon Göth interprété par Ralph Fiennes dans La Liste de Schindler (Schindler's List, 1993).

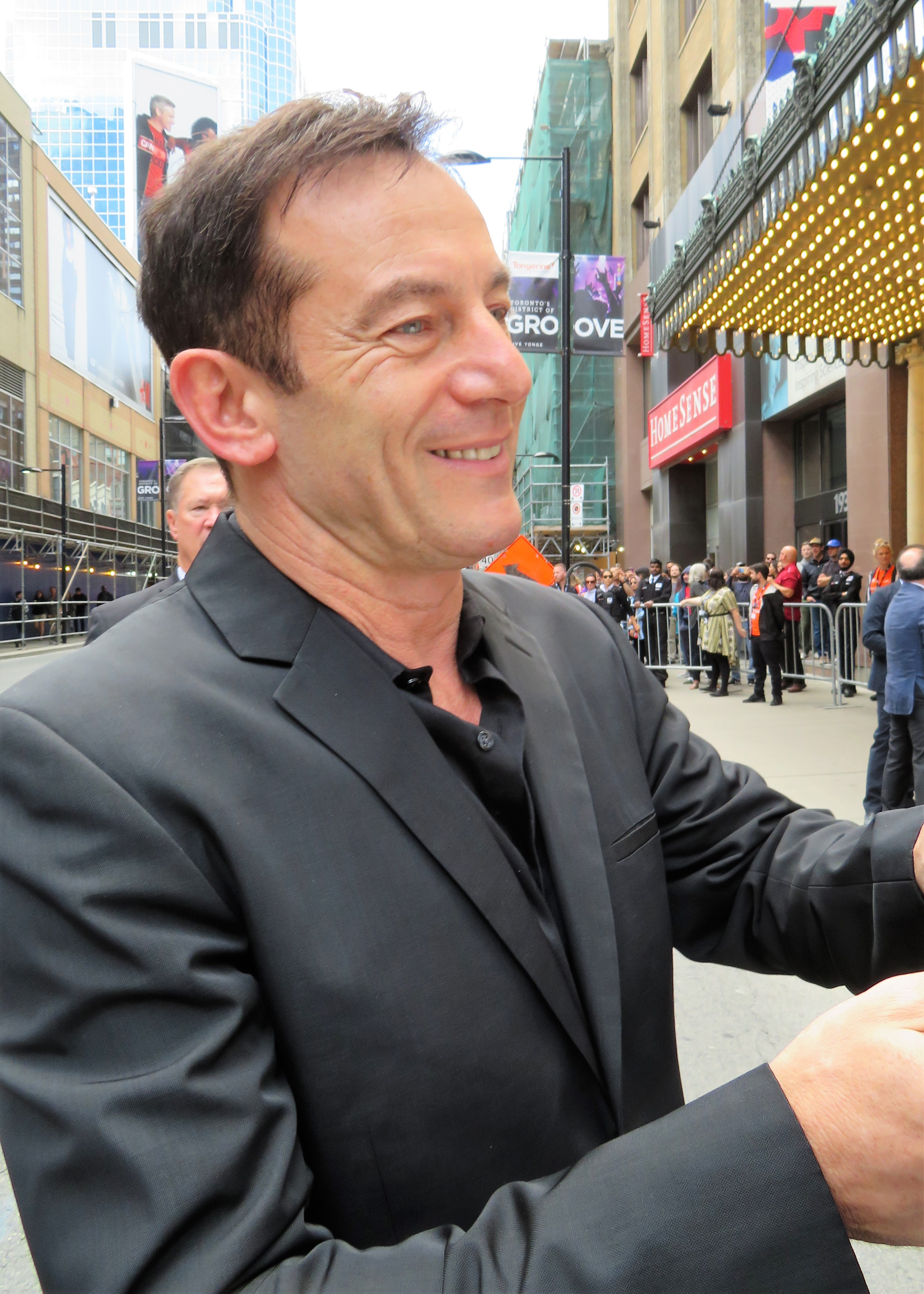
À la première du film La Mort de Staline (Festival de Toronto) en 2017.

Risquant de subir un « stéréotypage » et d'être uniquement reconnu comme un acteur de rôles de méchant, Isaacs change de voie et apparaît dans la comédie dramatique Sweet November (2001), avec Charlize Theron et Keanu Reeves, dans le rôle d'une drag queen.
Paraissant à la fois séducteur et hautain, il se montre à l'aise dans les rôles d'officier, comme en témoignent ses prestations dans La Chute du faucon noir (Black Hawk Down, 2002) de Ridley Scott et Windtalkers : Les Messagers du vent (Windtalkers) de John Woo.
De 2002 à 2011, Jason Isaacs participe à la série de films adaptés des romans de Harry Potter, dans le rôle du père de Drago, Lucius Malefoy, décrit dans les livres comme un homme grand aux longs cheveux blonds, avec un teint pâle, un nez pointu et des yeux gris et froids, correspondant largement aux traits physiques de Isaacs, qui doit simplement porter une « perruque de Paris Hilton, » pour parfaire sa ressemblance avec le personnage. Il apparaît dans cinq des huit films de la franchise, Harry Potter et la Chambre des secrets (2002), Harry Potter et la Coupe de feu (2005), Harry Potter et l'Ordre du phénix (2007) et Harry Potter et les Reliques de la Mort - 1re et 2e parties (2010 et 2011) et en caméo dans Harry Potter et le Prince de sang-mêlé (2009).
De 2011 à 2013, il joue également le rôle du détective privé Jackson Brodie dans Jackson Brodie, détective privé, pour lequel il a été récompensé par un BAFTA Award, dans la catégorie des mini-séries. En 2012, il interprète le rôle de l'inspecteur Michael Britten dans la série Awake, dont il est producteur.
En 2014, il joue dans la mini-série Rosemary's Baby diffusée sur NBC. De 2014 à 2015, il prête sa voix au Grand Inquisiteur (en) dans la première saison de la série d'animation Star Wars Rebels. En 2015, il tient le rôle principal de la mini-série Dig, créée par Gideon Raff et Tim Kring, dans laquelle il campe un agent du FBI en fonction à Jérusalem qui enquête sur le meurtre d'une archéologue et découvre une conspiration vieille de 2000 ans.
En 2016, il tient le rôle du Dr Heinreich Volmer dans le film d'horreur psychologique A Cure for Life (A Cure for Wellness) de Gore Verbinski.
Le 7 mars 2017, CBS annonce qu'il tiendra le rôle principal du capitaine Lorca dans sa nouvelle série télévisée Star Trek: Discovery. L'acteur quitte la série début 2018 au cours de la première saison. Au cinéma, il tient le rôle de Gueorgui Joukov dans la comédie satirique La Mort de Staline (The Death of Stalin) d'Armando Iannucci, d'après la bande dessinée française.
En 2020, il prête sa voix au Juge, dans la troisième saison de la série d'animation Castlevania qui adapte la franchise vidéoludique du même nom. Il est également l'interprète vocal du super héros de DC Comics Superman, dans le film d'animation Superman: Red Son, d'après le comics éponyme. Enfin, il prête sa voix à l'antagoniste Satanas de l'univers Les Fous du volant, qui vient faire un tour dans celui de la franchise Scooby-Doo, plus précisément dans le film d'animation  Scooby !.
De janvier 2022 à mai 2022, il partage l'affiche de la série médicale Good Sam avec Sophia Bush. Les audiences de la série sont extrêmement mauvaises et elle est annulée en mai. La même année, il incarne l'amiral John Henry Godfrey dans le drame historique La Ruse (Operation Mincemeat) qui relate l'opération Mincemeat. Il remplace brièvement Karl Urban dans le rôle de Billy Butcher pour les besoins de la série d'animation anthologique The Boys présentent : Les Diaboliques, dérivée de la série The Boys. Enfin, il prête sa voix au majordorme Alfred Pennyworth dans le podcast narratif Batman Autopsie (Batman Unburied), d'après le personnage de DC Comics Batman.
En 2023, il prend les traits de l'acteur Cary Grant dans la mini-série Archie (en). Il prête également sa voix au Lord Enver Gortash dans le jeu vidéo Baldur's Gate III.
En 2024, il prête sa voix au personnage de DC Comics Brainiac, principal antagoniste du jeu vidéo Suicide Squad: Kill the Justice League, nouveau volet de la franchise Batman: Arkham. Il reprend également son rôle du Grand inquisiteur dans la série d'animation Tales of the Empire, avant de prêter sa voix au Watcher l'Éminence dans la série d'animation What If...?, œuvre de l'univers cinématographique Marvel,.

### Vie privée
Depuis 2001, il est marié à Emma Hewitt, réalisatrice de films documentaires pour la BBC, rencontrée sur les planches de leur université commune en 1987. Ensemble, ils ont eu deux filles nommées Lily, née en 2002 et Ruby, née en 2005.

## Filmographie
Sauf indication contraire, les informations mentionnées dans cette section peuvent être confirmées par la base de données cinématographiques IMDb,  présente dans la section « Liens externes ».

### Cinéma

#### Longs métrages
- 1989 : The Tall Guy de Mel Smith : le 2e docteur
- 1994 : Shopping de Paul W. S. Anderson : un trader
- 1995 : Solitaire for 2 de Gary Sinyor : Harry
- 1996 : Guardians de Bill Anderson : Jim Reed
- 1996 : Cœur de dragon (Dragonheart) de Rob Cohen : Lord Felton
- 1997 : Event Horizon, le vaisseau de l'au-delà (Event Horizon) de Paul W. S. Anderson : D. J.
- 1998 : Armageddon de Michael Bay : Dr Ronald Quincy
- 1998 : Divorcing Jack de David Caffrey : Cow Pat Keegan
- 1998 : Soldier de Paul W. S. Anderson : colonel Mekum
- 1998 : St. Ives de Harry Hook : Alain de Keroual de Saint-Yves
- 1999 : La Fin d'une liaison (End of An Affair) de Neil Jordan : le père Richard Smythe
- 2000 : The Patriot de Roland Emmerich : le colonel William Tavington
- 2001 : Sweet November de Pat O'Connor : Chaz Watley
- 2001 : The Last Minute de Stephen Norrington : Dave 'Percy' Sledge
- 2001 : Hotel de Mike Figgis : acteur australien
- 2001 : La Chute du faucon noir (Black Hawk Down) de Ridley Scott : capitaine Mike Steele
- 2002 : Resident Evil de Paul W. S. Anderson : Dr William Birkin (non crédité)
- 2002 : Windtalkers : Les Messagers du vent (Windtalkers) de John Woo : major Mellitz
- 2002 : Harry Potter et la Chambre des secrets (Harry Potter and the Chamber of Secrets) de Chris Columbus : Lucius Malefoy
- 2002 : Passionada de Dan Ireland : Charles Beck
- 2002 : Le Smoking (The Tuxedo) de Kevin Donovan : Clark Devlin
- 2003 : Peter Pan de P. J. Hogan : George Darling et le capitaine Crochet
- 2004 : Nouvelle-France de Jean Beaudin :général James Wolfe
- 2004 : Génération Rx (The Shumscrubber) d'Arie Posin : Mr Parker
- 2005 : Elektra de Rob Bowman : DeMarco (non crédité)
- 2005 : Nine Lives de Rodrigo García : Damian
- 2005 : Harry Potter et la Coupe de feu (Harry Potter and the Goblet of Fire) de Mike Newell : Lucius Malefoy
- 2006 : Friends with Money de Nicole Holofcener : David
- 2007 : Grindhouse d'Edgar Wright : l'homme à la barbe (segment Don't)
- 2007 : Harry Potter et l'Ordre du phénix (Harry Potter and the Order of the Phoenix) de David Yates : Lucius Malefoy
- 2008 : Par-delà bien et mal (Good) de Vicente Amorim : Maurice (également producteur délégué)
- 2008 : La conjura de El Escorial d'Antonio del Real : Antonio Pérez
- 2009 : Harry Potter et le Prince de sang-mêlé (Harry Potter and the Half Blood Prince) de David Yates : Lucius Malefoy (caméo)
- 2010 : Harry Potter et les Reliques de la Mort – 1re partie (Harry Potter and the Deathly Hallows – Part 1) de David Yates : Lucius Malefoy
- 2010 : Skeletons de Nick Whitfield : colonel
- 2010 : Green Zone de Paul Greengrass : major Briggs
- 2011 : Harry Potter et les Reliques de la Mort – 2e partie (Harry Potter and the Deathly Hallows – Part 2) de David Yates : Lucius Malefoy
- 2011 : Identité secrète (Abduction) de John Singleton : Kevin Harper
- 2013 : Shérif Jackson (Sweetwater) de Logan Miller : prophète Josiah
- 2013 : A Single Shot de David M. Rosenthal : Waylon
- 2013 : Field of Lost Shoes de Sean McNamara : John C. Breckinridge
- 2014 : John Wick de David Leitch et Chad Stahelski : David (non crédité)
- 2014 : L'Aube (Dawn) de Romed Wyder : Dawson
- 2014 : Fury de David Ayer : le capitaine Waggoner
- 2014 : Things People Do (After the Fall) de Saar Klein : Frank McTiernan
- 2014 : Rio, I Love You (Rio, Eu Te Amo), film à sketches brésilien, segment « Texas » de Guillermo Arriaga : O "Gringo"
- 2015 : Dix-sept ans de captivité (Stockholm, Pennsylvania) de Nikole Beckwith : Benjamin McKay
- 2016 : Red Dog: True Blue de Kriv Stenders : Michael Carter
- 2016 : Infiltrator (The Infiltrator) de Brad Furman : Mark Jackowski
- 2017 : A Cure for Life (A Cure for Wellness) de Gore Verbinski : Volmer
- 2017 : La Mort de Staline (The Death of Stalin) d'Armando Iannucci : maréchal Gueorgui Joukov
- 2018 : Attaque à Mumbai (Hotel Mumbai) d'Anthony Maras : Vasili
- 2018 : Double mortel (Look Away) d'Assaf Bernstein : Dan
- 2018 : Séduction fatale (London Fields) de Mathew Cullen : Mark Asprey
- 2019 : Koko : A Red Dog Story d'Aaron McCann et Dominic Pearce : narrateur
- 2019 : Skyfire de Simon West : Jack Harris
- 2020 : Occupation : Rainfall de Luke Sparke : Steve l'alien (voix)
- 2021 : Dr. Bird's Advice for Sad Poets de Yaniv Raz : Carl
- 2021 : Mass de Fran Kranz : Jay
- 2021 : Creation Stories de Nick Moran : Ralph
- 2021 :  Streamline de Tyson Wade Johnston : Rob Bush
- 2021 : Mind-set de Mikey Murray : Nick Reynolds
- 2022 : La Ruse (Operation Mincemeat) de John Madden : John Henry Godfrey
- 2022 : Une robe pour Mrs. Harris (Mrs Harris. goes to Paris) d'Anthony Fabian : Archie
- 2022 : Spinning Gold de Timothy Scott Bogart : Al Bogadtz
- 2022 : Agent Game de Grant S. Johnson : Bill
- 2024 : The Salt Path de Marianne Elliott : Moth

#### Courts métrages
- 1999 : Burn Your Phone d'Alan Cumming : D.J
- 2008 : The Rain Horse de Sebastian Godwin : John
- 2015 : Lithgow Saint de Jack Eve : Lithgow Saint
- 2018 : Medusa's Ankles de Bonnie Wright : Lucian
- 2019 : Show the Love de Stuart Rideout : lui-même
- 2020 : Indigo de Saffron Burrows : Indigo
- 2021 : Cera de John Robinson Irwin : John

#### Films d'animation
- 2010 : Batman et Red Hood : Sous le masque rouge (Batman: Under The Red Hood) de Brandon Vietti : Ra's al Ghul
- 2011 : Green Lantern : Les Chevaliers de l'Émeraude (Green Lantern: Emerald Knights) de Lauren Montgomery : Sinestro
- 2011 : Cars 2 de John Lasseter : Siddeley et Leland Turbo
- 2017 : Happy Family de Holge Tappe : Dracula
- 2020 : Superman : Red Son de Sam Liu : Superman
- 2020 : Scooby ! (Scoob!) de Tony Cervone : Satanas (Dick Dastardly en VO)

### Télévision

#### Séries télévisées
- 1989-1990 : Capital City : Chas Ewell
- 1992 : Taggart : Eric and John Barr
- 1992 : Inspecteur Morse (Inspector Morse) : Dr Desmond Collier
- 1993 : Highlander : Immortel Zachary Blaine
- 1995 : Dangerous Lady : Michael Ryan
- 1998 : The Last Don : Father Luca Tonarini
- 2004 : À la Maison-Blanche (The West Wing) : Colin Ayres
- 2006 : Affaires d'États (The State Within) : Sir Mark Brydon
- 2006 - 2008 : Brotherhood : Michael Caffee
- 2008 : Entourage : Fredrick Line
- 2011 - 2013 : Jackson Brodie, détective privé (Case Histories) : Jackson Brodie
- 2012 : Awake : Michael Britten (également producteur)
- 2014 : Rosemary's Baby : Roman Castavet
- 2015 : Dig : Peter Connelly
- 2016 - 2019 : The OA : Dr. Hunter Aloysius « Hap » Percy
- 2017 : Star Trek: Discovery : Capitaine Gabriel Lorca (saison 1)
- 2021 : Sex Education : Peter Groff (saison 3, 3 épisodes)
- 2021-2023 : The Great : Pierre Ier le Grand (3 épisodes)
- 2022 : Good Sam : Dr Rob « Griff » Griffith (13 épisodes)
- 2023 : The Crowded Room : Jack Lamb (4 épisodes)
- 2023 : Archie (en) : Cary Grant (4 épisodes)
- 2025 : The White Lotus : Timothy Rattliff (Saison 3)

#### Téléfilms
- 1995 : A Relative Stranger : Peter Fairman
- 1995 : Loved Up : Dez 2
- 1997 : The Fix : Tony Kay
- 2006 : Scars : Chris
- 2008 : The Curse of Steptoe : Harry H. Corbett

#### Séries d'animation
- 2005 : Avatar, le dernier maître de l'air : Amiral Zhao (saison 1, 8 épisodes)
- 2013 : La Légende de Korra (The Legend of Korra) : Amiral Zhao (saison 2, épisode 13)
- 2014-2016 : Star Wars Rebels : le Grand inquisiteur (saison 1, 9 épisodes) et Sentinel (saison 2, épisode 18)
- 2019 : Dark Crystal : Le Temps de la résistance : l'Empereur (10 épisodes)
- 2020 : Castlevania : le Juge (saison 3, 10 épisodes)
- 2022 : The Boys présentent : Les Diaboliques : Billy Butcher (saison 1, épisode 3)
- 2024 : Tales of the Empire : le Grand inquisiteur (saison 1, épisode 4)
- 2024 : What If...? : l'Éminence (4 épisodes)

### Jeux vidéo
- 1994 : Beneath a Steel Sky : ?
- 2002 : Le Règne du feu : ?
- 2004 : Future Tactics: The Uprising : ?
- 2005 : Spartan: Total Warrior : ?
- 2010 : Napoleon: Total War : ?
- 2010 : Castlevania: Lords of Shadow : Satan
- 2014 : Castlevania: Lords of Shadow 2 : Satan
- 2016 : Hitman : Reza Zaydan
- 2023 : Baldur's Gate III : Lord Enver Gortash
- 2024 : Suicide Squad: Kill the Justice League : Brainiac

## Distinctions
Note : sauf mention contraire, les informations ci-dessous sont issues de la page Awards de Jason Isaacs sur l'Internet Movie Database.

### Récompenses
- 16e cérémonie des Satellite Awards 2011 : Meilleur acteur dans une mini-série ou un téléfilm pour Jackson Brodie, détective privé (Case Histories) (2011).
- International Film Festival for Peace, Inspiration and Equality 2014 : Lauréat du Prix Spécial du Jury pour L'Aube (Dawn) (2014).
- 2015 : BTVA Television Voice Acting Awards de la meilleure performance vocale dans un second rôle dans une série télévisée d'animation pour Star Wars Rebels (2014-2015).
- 23e cérémonie des Empire Awards 2018 : Meilleur acteur dans une série télévisée de science-fiction pour Star Trek: Discovery (2017-2021).
- Film Independent Spirit Awards 2022 : Lauréat du Trophée Robert Altman de la meilleure distribution dans un drame pour Mass (2021) partagé avec Fran Kranz, Henry Russell Bergstein, Allison Estrin, Kagen Albright, Reed Birney, Michelle N. Carter, Ann Dowd, Martha Plimpton et Breeda Wool.
- 2022 : Gold Derby Awards de la meilleure distribution dans un drame pour Mass (2021) partagé avec Reed Birney, Ann Dowd, Martha Plimpton, Breeda Wool, Michelle N. Carter, Campbell Spoor, Kagen Albright et Michael White.
- 2022 : Houston Film Critics Society Awards de la meilleure distribution dans un drame pour Mass (2021) partagé avec Reed Birney, Ann Dowd, Martha Plimpton, Breeda Wool, Michelle N. Carter, Campbell Spoor, Kagen Albright et Michael White.
- 2022 : San Diego Film Critics Society Awards du meilleur acteur dans un second rôle dans un drame pour Mass (2021).
- Miami Film Festival 2025 : Lauréat du Trophée Precious Gem.

### Nominations
- 2001 : Blockbuster Entertainment Awards du  méchant préféré dans un drame historique pour The Patriot (2000).
- 2001 : London Film Critics Circle Awards de l'acteur de l'année dans un second rôle dans un drame historique pour The Patriot (2000).
- 2002 : Phoenix Film Critics Society Awards de la meilleure distribution dans un drame historique pour La Chute du faucon noir (Black Hawk Down) (2002) partagé avec Eric Bana, Ewen Bremner, William Fichtner, Josh Hartnett, Ewan McGregor, Sam Shepard et Tom Sizemore.
- 2003 : Phoenix Film Critics Society Awards de la meilleure distribution dans un drame d'aventure pour Harry Potter et la Chambre des secrets (Harry Potter and the Chamber of Secrets) (2002) partagé avec Kenneth Branagh, John Cleese, Robbie Coltrane, Warwick Davis, Richard Griffiths, Rupert Grint, Richard Harris, Daniel Radcliffe, Alan Rickman, Fiona Shaw, Maggie Smith, Julie Walters et Emma Watson.
- 2005 : Gotham Independent Film Awards de la meilleure distribution pour Nine Lives (2005).
- 13e cérémonie des Satellite Awards 2008 : Meilleur acteur dans une série télévisée dramatique pour Brotherhood (2008).
- 65e cérémonie des Golden Globes 2008 : Meilleur acteur dans une mini-série ou un téléfilm pour Affaires d'États (The State Within) (2007).
- 56e cérémonie des British Academy Television Awards 2009 :  Meilleur acteur pour The Curse of Steptoe (2008).
- 2010 : London Film Critics Circle Awards de l'acteur de l'année dans un second rôle pour Par-delà bien et mal (Good) (2009).
- 4e cérémonie des Crime Thriller Awards 2011 : Meilleur acteur principal dans une série télévisée dramatique pour Jackson Brodie, détective privé (Case Histories) (2011).
- 2012 : Gold Derby Awards de la meilleure distribution dans un drame d'aventure pour Harry Potter et les Reliques de la Mort – 2e partie (Harry Potter and the Deathly Hallows – Part 2) (2011) partagé avec Jim Broadbent, Helena Bonham Carter, Robbie Coltrane, Tom Felton, Rupert Grint, Ralph Fiennes, Michael Gambon, Ciarán Hinds, Matthew Lewis, Evanna Lynch, Kelly Macdonald, Helen McCrory, Daniel Radcliffe, Alan Rickman, Maggie Smith, David Thewlis, Julie Walters et Emma Watson.
- 33e cérémonie des London Film Critics Circle Awards 2013 : Meilleur acteur principal dans une série télévisée dramatique pour Jackson Brodie, détective privé (Case Histories) (2011).
- 5e cérémonie des Critics' Choice Television Awards 2017 : Meilleur acteur de télévision dans une mini-série où un téléfilm pour  Dix-sept ans de captivité (Stockholm, Pennsylvania) (2017).
- 2021 : Greater Western New York Film Critics Association Awards du meilleur acteur dans un second rôle dans une drame pour Mass(2021).
- 2021 : Indiana Film Journalists Association Awards du meilleur acteur dans un second rôle dans un drame pour Mass (2021).
- 2021 : Online Association of Female Film Critics du meilleur acteur dans un second rôle dans un drame pour Mass (2021).
- 2022 : DiscussingFilm Critics Awards du meilleur acteur dans un second rôle dans un drame pour Mass (2021).
- 2022 : Georgia Film Critics Association Awards du meilleur acteur dans un second rôle dans un drame pour Mass (2021).
- 2022 : Hollywood Critics Association Awards du meilleur acteur dans un second rôle dans un drame pour Mass (2021).
- 2022 : Music City Film Critics' Association Awards du meilleur acteur dans un second rôle dans un drame pour Mass (2021).
- 2022 : North Carolina Film Critics Association Awards du meilleur acteur dans un second rôle dans un drame pour Mass (2021).
- 2022 : Online Film & Television Association Awards du meilleur acteur dans un second rôle dans un drame pour Mass (2021).
- 2022 : San Diego Film Critics Society Awards du meilleur acteur dans un second rôle dans un drame pour Mass (2021).
- 2022 : VHS Awards du meilleur acteur dans un second rôle dans un drame pour Mass (2021).
- 2025 : Astra Television Awards du meilleur acteur dans un second rôle dans une série télévisée dramatique pour The White Lotus (2024).
- Primetime Emmy Awards 2025 : Meilleur acteur dans un second rôle dans une série télévisée dramatique pour The White Lotus (2024).

## Voix francophones

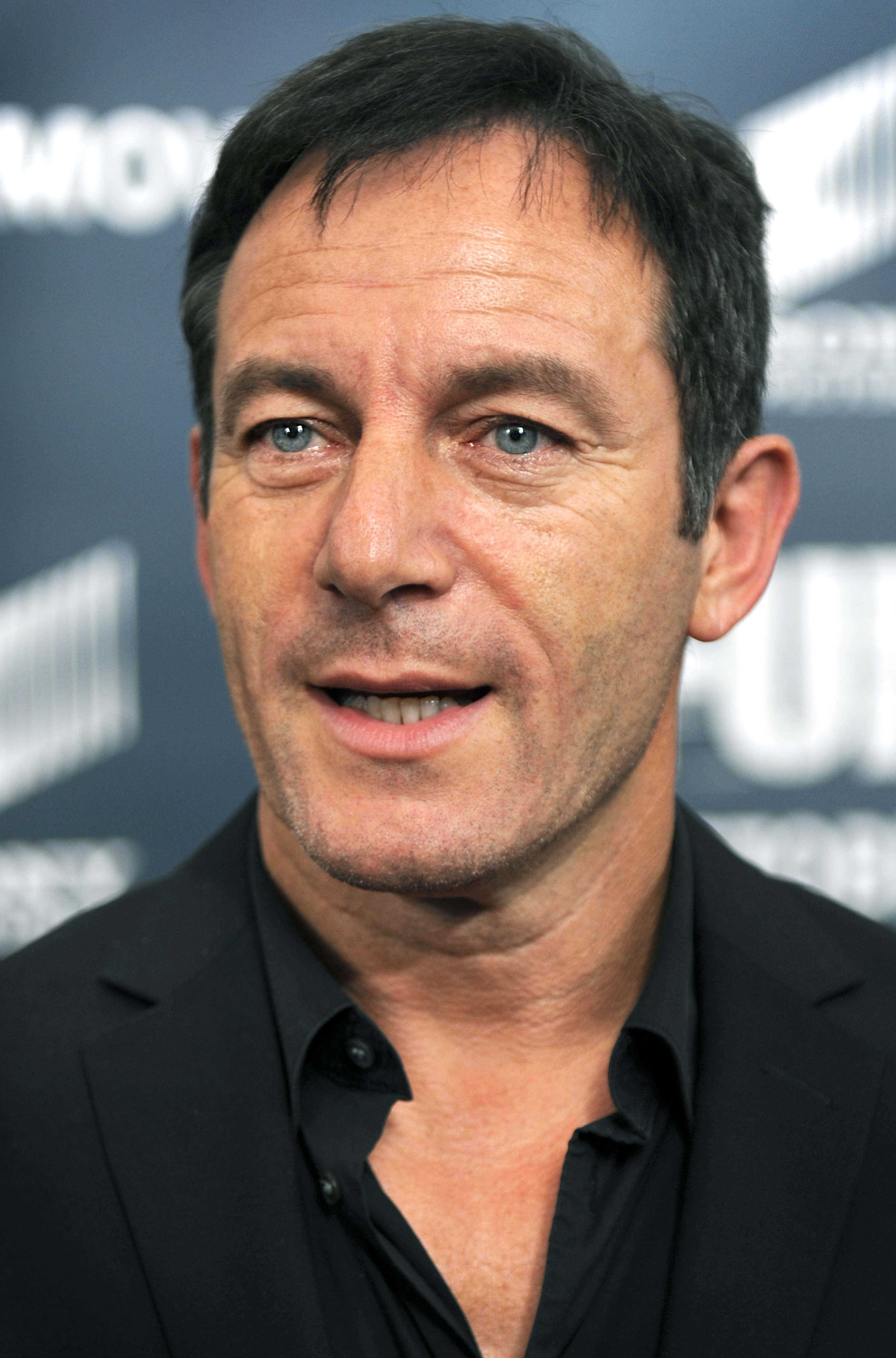
Une photographie de Jason Isaacs en 2014 lors d'une interview.

En version française, Jason Isaacs est d'abord doublé par Arnaud Arbessier dans Inspecteur Morse, Emmanuel Karsen dans Shopping, Guillaume Orsat dans Cœur de dragon, Hervé Jolly dans Armageddon, Gabriel Le Doze dans La Fin d'une liaison, Joël Zaffarano dans La Chute du faucon noir, Bernard Alane dans Sweet November et Daniel Beretta dans Resident Evil.
Le doublant une première fois en 1989 dans la série Capital City (en), Jérôme Keen retrouve l'acteur dans la saga Harry Potter et devient sa voix la plus régulière. Ainsi, il double Isaacs dans Brotherhood, Par-delà le bien et le mal, La Mort de Staline, A Cure for Life ou encore Agent Game. En parallèle, Bernard Gabay, qui l'avait doublé dans The Patriot et Peter Pan, a retrouvé l'acteur ces dernières années, lui prêtant sa voix dans The OA, Star Trek: Discovery, Good Sam et The Crowded Room.
À titre plus exceptionnel, l'acteur a été doublé par plusieurs comédiens : Jean-François Aupied dans Event Horizon et Dig, Lionel Bourguet dans Affaires d'États, Thierry Buisson dans Jackson Brodie, détective privé, Patrick Borg dans Awake, Patrick Béthune dans Fury, Stefan Godin dans La Ruse, François Raison dans Une robe pour Mrs. Harris et Robert Guilmard dans Archie (en).
En version québécoise, le doublage de l'acteur est le plus souvent réalisé par Jacques Lavallée (notamment pour les films Harry Potter). Denis Mercier est la voix de l'acteur au moins à deux reprises, notamment dans La Chute du Faucon Noir et dans Peter Pan. Emmanuel Bilodeau le double exceptionnellement dans Armageddon.
- Versions françaises :
  - Jérôme Keen : films Harry Potter , La Mort de Staline , Rosemary's Baby, Brotherhood, Dix-sept ans de captivité, etc.
  - Bernard Gabay : The Patriot, Peter Pan, The OA, Star Trek: Discovery, etc.

- Versions québécoises :
  - Jacques Lavallée : Harry Potter (4 films), etc.
  - Denis Mercier : La Chute du Faucon Noir, Peter Pan.